# پیمان اتحاد سه‌گانه
پیمانی است که پس از اشغال ایران (شهریور ۱۳۲۰) در نهم بهمن ۱۳۲۰ (۲۹ زاویهٔ ۱۹۴۲) میان ایران، انگلستان و شوروی بسته شد. به موجب این پیمان که در اوج جنگ جهانی دوم بسته شد، دولت‌های انگلستان و شوروی تمامیت ارضی و استقلال ایران را محترم شناختند و دولت ایران در برابر متعهد شد که تمام راه‌ها و وسایل ارتباطی (شامل راه‌های آهن، رودخانه‌ها، فرودگاه‌ها، بندرها، لوله‌های نفت، تأسیسات تلگرافی و تلفنی و بی‌سیم) را در اختیار متفقین قرار دهد و آن‌ها از این وسایل هر اندازه بخواهند استفاده کنند. متفقین، به موجب این پیمان، از وسایل ارتباط ایران برای حمل اسلحه به جبههٔ جنگ در روسیه استفاده کردند. در عین حال، به موجب پیمان، متفقین مجاز بودند که هر مقدار نیروی هوایی و دریایی و زمینی که لازم بدانند در خاک ایران نگاه دارند و متعهد شدند که حداکثر تا شش ماه پس از پایان جنگ با آلمان خاک ایران را ترک کنند.

## مفاد قانون اجازه مبادله پیمان اتحاد منعقده بین دولت شاهنشاهی ایران و دول اتحاد جماهیر شوروی و انگلستان
مصوب ۶ بهمن ماه ۱۳۲۰
ماده واحده - مجلس شورای ملی پیمان اتحاد بین دولت شاهنشاهی ایران و دول اتحاد جماهیر شوروی سوسیالیستی و انگلستان را که مشتمل بر۹ فصل و شش نامه می‌باشد و در تاریخ ۲۴ آذر ماه ۱۳۲۰ از طرف نمایندگان سه دولت پاراف شده تصویب و به دولت اجازه می‌دهد امضاء و مبادله‌شود. این قانون که مشتمل بر یک ماده و متن پیمان اتحاد پیوست آن می‌باشد در جلسه ششم بهمن ماه یک هزار و سیصد و بیست به تصویب مجلس شورای ملی رسید.
رئیس مجلس شورای ملی - حسن اسفندیاری
‌متن پیمان اتحاد

سر ریدر ویلیام بولارد، سفیر انگلیس در ایران

اعلیحضرت همایون شاهنشاه ایران از یک طرف و اعلیحضرت پادشاه بریتانیای کبیر و ایرلند و مستملکات انگلیس ماوراء بحار و امپراتور هندوستان و هیئت رئیسه شورای عالی اتحاد جماهیر شوروی سوسیالیستی از طرف دیگر. نظر به اصل منشور آتلانتیک که رئیس جمهور دول متحده آمریکا و نخست‌وزیر دولت انگلستان در چهاردهم ماه اوت ۱۹۴۱ بر آن توافق کرده و به جهان اعلام نموده‌اند. و دولت اتحاد جماهیر شوروی سوسیالیستی نیز در بیست و چهارم سپتامبر ۱۹۴۱ اصل مزبور را تأیید نموده و دولت اعلیحضرت همایون شاهنشاه ایران هم توافق کامل خود را با آن اصل ابراز می‌نمایند و مایلند که با ملل دیگر جهان به‌طور یکسان از آن بهره‌مند شوند و چو آرزومند می‌باشند که رشته دوستی و حسن تفاهم فیمابین استوار شود و نظر به اینکه این مقاصد به وسیله عقد پیمان اتحاد بهتر حاصل می‌شود توافق نمودند که برای این منظور پیمانی منعقد سازند و نمایندگان مختار خود را از این قرار تعیین نمودند:
اعلیحضرت همایون شاهنشاه ایران
جناب آقای علی سهیلی
وزیر امور خارجه شاهنشاهی.
اعلیحضرت پادشاه بریتانیای کبیر و ایرلند و مستملکات انگلیس ماوراء بحار و امپراتور هندوستان به نام مملکت متحده بریتانیای کبیر و ایرلند شمالی:
جناب سرریدر ویلیام‌بولارد؛ وزیر مختار و نماینده فوق‌العاده اعلیحضرت پادشاه انگلستان در ایران.
هیئت رئیسه شورای عالی اتحاد جماهیر شوروی سوسیالیستی: جناب آقای آندره آندریویچ سمیرنوف. سفیر کبیر فوق‌العاده اتحاد جماهیر شوروی سوسیالیستی در ایران. و نمایندگان مزبور اختیارات نامه خود را ارائه نمودند که صحیح و معتبر بوده و بر مقررات ذیل موافقت کردند:
‌فصل اول
اعلیحضرت پادشاه بریتانیای کبیر و ایرلند و مستملکات انگلیسی ماوراء بحار و امپراتور هندوستان و هیئت رئیسه شورای عالی اتحاد جماهیر شوروی‌سوسیالیستی (که از این پس آنها را دول متحده خواهیم نامید) مشترکاً و هر یک منفرداً تعهد می‌کنند که تمامیت خاک ایران و حاکمیت و استقلال‌سیاسی ایران را محترم دارند.
‌فصل دوم
مابین دولت اعلیحضرت همایون شاهنشاه ایران از یک طرف و دول متحده از طرف دیگر پیمان اتحادی بسته می‌شود.
‌فصل سوم

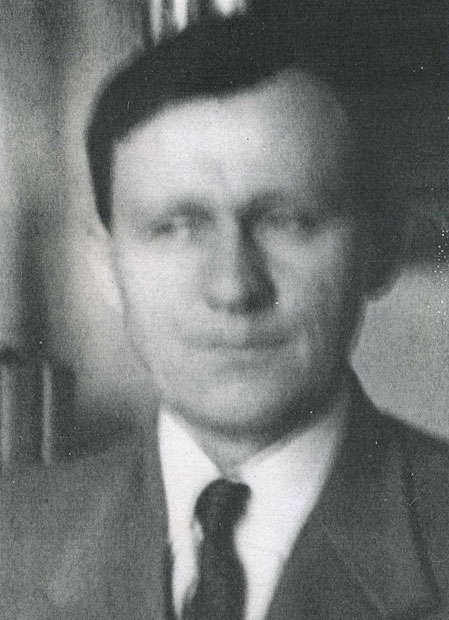
آندره آندریویچ اسمیرنوف، سفیر اتحاد جماهیر شوروی سوسیالیستی در ایران

1. دول متحده مشترکاً و هر یک منفرداً متعهد می‌شوند که به جمیع وسایلی که در اختیار دارند ایران را در مقابل هر تجاوزی از جانب آلمان یا هر دولت دیگر دفاع نمایند.
2. اعلیحضرت همایون شاهنشاه ایران متعهد می‌شوند که:

الف - به جمیع وسایلی که در دست دارند و به هر وجه ممکن شود با دول متحده همکاری کنند تا تعهد فوق انجام یابد و لیکن معاضدت قوای ایرانی‌محدود به حفظ امنیت داخلی در خاک ایران خواهد بود.
ب - برای عبور لشکریان یا مهمات از یک دولت متحد به دولت متحد دیگر یا برای مقاصد مشابه دیگر به دول متحده حق غیر محدود بدهند که آنها جمیع وسایل ارتباطی را در خاک ایران به کار ببرند و نگاهداری کنند و حفظ بنمایند و در صورتی که ضرورت نظامی ایجاب نماید به هر نحوی که‌مقتضی بدانند در دست بگیرند راه‌های آهن و راه‌ها و رودخانه‌ها و میدانهای هواپیمایی و بندرها و لوله‌های نفت و تأسیسات تلفنی و تلگرافی و بی‌سیم‌مشمول این فقره می‌باشد.
ج - هر نوع مساعدت و تسهیلات ممکنه بنمایند که برای منظور نگاهداری و بهبود وسایل ارتباطیه مذکور در فقره (ب) مصالح و کارگر فراهم شود.
د - به اتفاق دول متحده هر گونه عملیات سانسوری که نسبت به وسایل ارتباطیه مذکور در فقره (ب) لازم بدانند برقرار کنند و نگاه بدارند.
۳ - واضح و مسلم است که در اجرای فقرات (ب - ج - د) از بند دوم این فصل دول متحده حوائج ضروری ایران را کاملاً منظور نظر خواهند داشت.
‌فصل چهارم
1. دول متحده در خاک ایران قوای زمینی و دریایی و هوایی و به عده‌ای که لازم بدانند نگاهدارند و تا جایی که مقتضیات استراتژیک اجازه بدهدنقاطی که این قوا آنجا نگاهداشته خواهند شد با موافقت دولت ایران تعیین خواهد شد جمیع مسائل مربوط به روابط بین قوای دول متحده و ادارات‌دولت ایران حتی‌الامکان با همکاری ادارات ایران تسویه خواهد شد به نحوی که مأمونیت قوای مزبور محفوظ باشد مسلم است که حضور این قوا درخاک ایران اشغال نظامی نخواهد بود و نسبت به ادارات و قوای تأمینیه ایران و زندگانی اقتصادی کشور رفت و آمد عادی سکنه و اجرای قوانین و مقررات ایران هر قدر ممکن باشد کمتر مزاحمت خواهند نمود.
2. هر چه زودتر ممکن شود بعد از اعتبار یافتن این پیمان یک یا چند قرارداد راجع به تعهدات مالی که دول متحده به سبب مقررات این فصل و فقره (ب - ج - د) از بند دوم فصل سوم بر عهده خواهند داشت در اموری از قبیل خریدهای محلی و اجازه ابنیه و تأسیسات صنعتی و به کار گرفتن کارگران‌و مخارج حمل و نقل و امثال آن فیمابین منعقد خواهد شد قرارداد مخصوصی منعقد خواهد شد مابین دول متحده و دولت شاهنشاهی ایران که معین‌خواهد کرد که بعد از جنگ ابنیه و اصلاحات دیگری که دول متحده در خاک ایران انجام داده باشند به چه شرایط به دولت شاهنشاهی ایران واگذار می‌شود در قراردادهای مزبور مصونیت‌هایی هم که قوای دول متحده در ایران از آن برخوردار خواهند بود مقرر خواهد گردید.

‌فصل پنجم‌

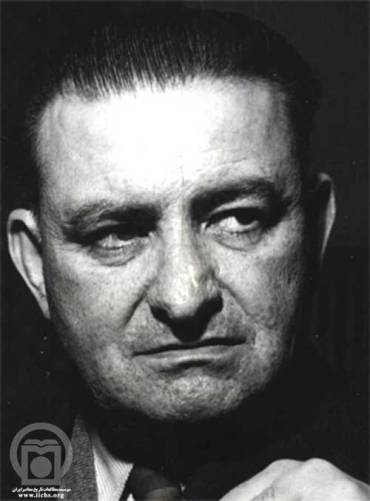
علی سهیلی، وزیر امورخارجه وقت ایران

پس از آنکه کلیه مخاصمه مابین دول متحده با دولت آلمان و شرکای او به موجب یک یا چند قرارداد متارکه جنگ متوقف شد و دول متحده در مدتی‌که زیاده از شش ماه نباشد قوای خود را از خاک ایران بیرون خواهند برد و اگر پیمان صلح مابین آنها بسته شد ولو اینکه قبل از شش ماه بعد از متارکه‌باشد بلافاصله قوای خود را بیرون خواهند برد. مقصود از شرکای دولت آلمان هر دولت دیگری است که اکنون یا در آینده با یکی از دول متحده بنای‌مخاصمه گذاشته یا بگذارد.
‌فصل ششم
1. دول متحد متعهد می‌شوند که در روابط خود با کشورهای دیگر روشی اختیار نکنند که به تمامیت خاک و حاکمیت یا استقلال سیاسی ایران مضر باشد و پیمانهایی نبندند که با مقررات این پیمان منافات داشته باشد و متعهد می‌شوند که در هر امری که مستقیماً با منافع ایران مرتبط باشد با دولت اعلیحضرت همایون شاهنشاهی مشاوره نمایند.
2. اعلیحضرت همایون شاهنشاه متعهد می‌شوند که در روابط خود با کشورهای دیگر روشی اختیار نکنند که با اتحاد منافی باشد یا پیمانهایی منعقد نکنند که با مقررات این پیمان منافات داشته باشد.

‌
فصل هفتم‌
دول متحده مشترکاً متعهد می‌شوند که بهترین مساعی خود را به کار ببرند که حیات اقتصادی ملت ایران را در مقابل تضییقات و اشکالاتی که در نتیجه‌جنگ حاضر پیش بیاید محفوظ بدارند. پس از آن که این پیمان اعتبار یافت برای بهترین وجه عمل کردن به این تعهد مابین دولت ایران و دول متحده‌مذاکرات شروع خواهد شد.
‌
فصل هشتم‌
مقررات این پیمان مابین اعلیحضرت همایون شاهنشاه و هر یک از دو طرف معظم متعاهد دیگر مانند تعهدات دو طرفی یکسان الزامی آور است.
‌
فصل نهم‌
این پیمان پس از امضاء معتبر است و تا تاریخی که برای بیرون بردن قوای دول متحده از خاک ایران بر طبق فصل پنجم مقرر شده به اعتبار باقی خواهدبود.
بنابر این نمایندگان مختار مذکور در فوق این پیمان را امضاء و مهر کرده‌اند در تهران به سه نسخه فارسی و انگلیسی و روسی تحریر شد و هر سه نسخه‌یکسان معتبر خواهد بود.
‌
ضمیمه اول‌
متن نامه‌ای است که از طرف وزیر مختار دولت اعلیحضرت پادشاه انگلستان به وزیر امور خارجه ایران نوشته می‌شود:
با عطف به بند اول از فصل ششم از پیمان اتحادی که امروز امضاء شد مفتخراً از جانب دولت اعلیحضرت پادشاه انگلستان به جنابعالی اطمینان می‌دهم‌که مقررات این بند را دولت متبوع من چنین معنی می‌کنند که آن مقررات به هر کنفرانس صلحی خواه یک کنفرانس خواه کنفرانسهای متعدد که در پایان‌جنگ حاضر منعقد شود و همچنین به کنفرانسهای بین‌المللی دیگر تعلق خواهد گرفت و بنابر این متعهد می‌شوند که در کنفرانسهای مزبور هیچ امری راکه به تمامیت خاک ایران و حاکمیت یا استقلال سیاسی ایران مضر باشد تصویب ننمایند و نیز در کنفرانسهای مزبور وارد هیچ مذاکره نشوند که به منافع‌مستقیم ایران مرتبط باشد مگر اینکه با دولت ایران مشاوره کنند. علاوه بر این دولت اعلیحضرت پادشاه انگلستان نهایت کوشش را به کار خواهند برد که ایران در مذاکرات صلحی که مستقیماً به منافع او مرتبط باشد بادول دیگر به‌طور تساوی نماینده داشته باشد.
‌ضمیمه اول‌
متن نامه‌ای است که از طرف سفیر کبیر دولت اتحاد جماهیر شوروی سوسیالیستی به وزیر امور خارجه ایران نوشته می‌شود:
با عطف به بند اول از فصل ششم از پیمان اتحادی که امروز امضاء شد مفتخراً از جانب دولت اتحاد جماهیر شوروی سوسیالیستی به جنابعالی اطمینان‌می‌دهم که مقررات این بند را دولت متبوع من چنین معنی می‌کنند که آن مقررات به هر کنفرانس صلحی خواه یک کنفرانس خواه کنفرانسهای متعدد که‌در پایان جنگ منعقد شود و همچنین به کنفرانسهای بین‌المللی دیگر تعلق خواهد گرفت و بنا بر این متعهد می‌شوند که در کنفرانسهای مزبور هیچ امری‌را که به تمامیت خاک ایران و حاکمیت یا استقلال سیاسی ایران مضر باشد تصویب ننمایند و نیز در کنفرانسهای مزبور وارد هیچ مذاکره نشوند که به‌منافع مستقیم ایران مرتبط باشد مگر اینکه با دولت ایران مشاوره کنند. علاوه بر این دولت اتحاد جماهیر شوروی سوسیالیستی نهایت کوشش را به کار خواهند برد که ایران در مذاکرات صلحی که مستقیماً به منافع او مرتبط‌باشد با دول دیگر به‌طور تساوی نماینده داشته باشد.
ضمیمه دوم‌
متن نامه‌ای است که وزیر امور خارجه ایران به وزیر مختار دولت انگلیس خواهد نوشت:
با عطف به بند دوم از فصل ششم از پیمان اتحادی که امروز امضاء شد از جانب دولت ایران به جنابعالی اطمینان می‌دهم که دولت ایران بنابر بند مزبور خلاف تعهدات خود می‌داند که چنانچه این دو دولت هر دو با دولت دیگری روابط سیاسی نداشته باشند دولت ایران با آن دولت روابط سیاسی نگاه‌بدارد.
‌ضمیمه دوم‌
متن نامه‌ای است که وزیر امور خارجه ایران به سفیر کبیر دولت اتحاد جماهیر شوروی سوسیالیستی خواهد نوشت:
با عطف به بند دوم از فصل ششم از پیمان اتحادی که امروز امضاء شد مفتخراً از جانب دولت ایران به جنابعالی اطمینان می‌دهم که دولت ایران بنا بر بند مزبور خلاف تعهدات خود می‌داند که چنانچه این دو دولت هر دو با دولت دیگری روابط سیاسی نداشته باشند دولت ایران با آن دولت روابط سیاسی نگاه بدارد.
‌ضمیمه سوم‌
متن نامه‌ای است که از طرف وزیر مختار انگلستان به وزیر امور خارجه ایران نوشته می‌شود.
افتخار دارم از طرف دولت اعلیحضرت پادشاه انگلستان در ممالک متحده به جنابعالی اطمینانهای زیر را ابلاغ نمایم:
۱ - راجع به فقره ۲ فصل سوم از پیمان اتحادی که امروز امضاء شده‌است دول متحده از دولت ایران معاضدت قوای نظامی او را در هیچ جنگ و یا عملیات نظامی بر ضد یا یا چند دولت خارجه تقاضا نخواهند نمود.
۲ - راجع به فقره ۲ فصل ۴ مسلم است که این پیمان متضمن شرایطی نیست که مستلزم آن باشد که دولت ایران مخارج عملیاتی را که دول متحده برای‌مقاصد نظامی خود انجام داده باشند و برای حوائج ایران ضرورت نداشته باشد عهده‌دار شود.
۳ - مسلم است در صورتی هم که پیمان مطابق مقررات فصل ۹ قبل از انعقاد صلح از درجه اعتبار ساقط شود ضمیمه یک باز به قوت خود باقی خواهد ماند.
‌
ضمیمه سوم‌
متن نامه‌ای است که از طرف سفیر کبیر دولت اتحاد جماهیر شوروی به وزیر امور خارجه ایران نوشته می‌شود.
افتخار دارم از طرف دولت اتحاد جماهیر شوروی سوسیالیستی به جنابعالی اطمینانهای زیر را ابلاغ نمایم:
۱ - راجع به فقره ۲ فصل سوم از پیمان اتحادی که امروز امضاء شده‌است دول متحده از دولت ایران معاضدت قوای نظامی او را در هیچ جنگ و یا عملیات نظامی بر ضد یک یا چند دولت خارجه تقاضا نخواهند نمود.
۲ - راجع به فقره ۲ فصل ۴ مسلم است که این پیمان متضمن شرایطی نیست که مستلزم آن باشد که دولت ایران مخارج عملیاتی را که دول متحده برای‌مقاصد نظامی خود انجام داده باشند و برای حوائج ایران ضرورت نداشته باشد عهده‌دار شود.
۳ - مسلم است در صورتی هم که پیمان مطابق مقررات فصل ۹ قبل از انعقاد صلح از درجه اعتبار ساقط شود ضمیمه یک باز به قوت خود باقی خواهد ماند.
اجازه مبادله پیمان اتحاد بین دولت شاهنشاهی ایران و دول اتحاد جماهیر شوروی سوسیالیستی و انگلستان مشتمل بر نه فصل و شش نامه به شرح بالادر جلسه ششم بهمن ماه یک هزار و سیصد و بیست داده شده‌است.
رئیس مجلس شورای ملی - حسن اسفندیاری